# John Titor
John Titor je jméno dosud neznámé osoby, které bylo použito na několika elektronických nástěnkách v průběhu let 2000 a 2001 s tvrzením, že se jedná o cestovatele časem z roku 2036.
Ve svých sděleních na internetových fórech tato osoba, později známá pod jménem John Titor, uvedla několik předpovědí blízké budoucnosti, počínaje rokem 2004 (některé z předpovědí byly značné vágní, jiné poměrně přesné). Popisovala dramatické změny budoucnosti, v níž se mají Spojené státy rozpadnout kvůli občanské válce na pět menších regionů. Dále hovořila o infrastruktuře a životním prostředí zdevastovaných jaderným výbuchem a o tom, že bude údajně většina světových velmocí rovněž zničena válkou. Většina z těchto předpovědí se však nevyplnila, nebo alespoň ne doslovně tak, jak je John Titor popisoval.

## Historie
První příspěvky této osoby se objevily dne 2. listopadu 2000 na diskusním fóru amerického Time Travel Institute (česky: Institut pro cestování v čase) pod přezdívkou TimeTravel_0. Předpovědi budoucnosti či jméno John Titor prozatím nebyly touto osobou zmiňovány. Namísto toho hovořila všeobecně o cestování v čase a dále zveřejnila návod na sestavení, podle svých slov, funkčního stroje času. Posléze odpovídala na dotazy ostatních přispěvatelů fóra, zpočátku pomocí velmi stručných a krátkých odpovědí.
Samotné jméno John Titor bylo zmíněno až v průběhu ledna 2001, kdy tato osoba původně známá pod přezdívkou TimeTravel_0, začala přispívat do internetového fóra Art Bell BBS (které již ovšem neexistuje). To při registraci vyžadovalo uvedení jména i příjmení anebo alespoň pseudonymu.
Uživatel John Titor se však na konci března 2001 zcela odmlčel a mnohé jeho původní příspěvky byly buďto smazány anebo vypršela jejich platnost. Většina z nich byla ovšem zálohována ostatními uživateli tohoto diskusního fóra na pevné disky a podařilo se je tedy uchovat.

## Příběh
Ve výše uvedených internetových diskusích Titor tvrdil, že je americkým vojákem přicházejícím z roku 2036, jeho domovská základna se nachází v Tampě na Floridě, a že byl vybrán pro vládní projekt cestování v čase. Jeho úkolem měla být cesta do roku 1975 za účelem získání počítače IBM 5100, který díky své schopnosti pracovat současně v programovacích jazycích BASIC i APL dokáže z počítačů budoucnosti odstranit chyby, vedoucí k Unixovému problému roku 2038 neboli Y2K38.
Dle svého tvrzení byl Titor pro misi vybrán proto, že byl přímo do vývoje a programování IBM 5100 zapojen jeho dědeček. Svou zastávku v roce 2000 Titor zdůvodnil tak, že se při zpáteční cestě z mise rozhodl z osobních důvodů navštívit svou rodinu.
Podle Titorova sdělení měl být jeho stroj času vyroben v roce 2034 firmou General Electric s označením „C204 time distortion gravity displacement machine“ a k přesunu v čase využívá dvou mikrosingularit (černých děr).
Tento modul stroje času o hmotnosti 276 kg má být instalován v automobilu Chevrolet Corvette Convertible model 1966, který Titorovi zároveň slouží jako plavidlo pro přesun v čase.

## Ohlasy a kritika
Titorův příběh rozpoutal na internetu poměrně rozsáhlé diskuse, na Internet Movie Database (zkr. IMDB) lze navíc nalézt informace o stejnojmenném sci-fi filmu John Titor, který je ovšem zatím veden pod statusem „v přípravě“. Objevily se i kritické hlasy tvrdící, že tato osoba, vydávající se ze cestovatele v čase, je prostý podvodník. Kritice byly podrobeny i fotky, které Titor zveřejnil jako údajný důkaz a dále byla vyslovena domněnka, že využití černých děr pro cestování v čase ani není z vědeckého hlediska možné.